# Liste der Monuments historiques in Montgenost
Die Liste der Monuments historiques in Montgenost führt die Monuments historiques in der französischen Gemeinde Montgenost auf.

## Liste der Objekte
| Bezeichnung                                    | Beschreibung                          | Standort                     | Kennzeichnung | Schutzstatus | Datum | Bild |
| ---------------------------------------------- | ------------------------------------- | ---------------------------- | ------------- | ------------ | ----- | ---- |
| Skulptur Heiliger Remigius                     | Holz, farbig gefasst, 17. Jahrhundert | in der Kirche St-Rémi (Lage) | PM51002323    | Inscrit      | 1975  |      |
| Gemälde Stiftung des Rosenkranzes              | Ölfarbe auf Leinwand, 18. Jahrhundert | in der Kirche St-Rémi (Lage) | PM51002321    | Inscrit      | 1975  |      |
| Skulptur Heiliger Vinzenz                      | Holz, farbig gefasst, 17. Jahrhundert | in der Kirche St-Rémi (Lage) | PM51002318    | Inscrit      | 1975  |      |
| Gemälde Heiliger Rochus und heiliger Sebastian | Ölfarbe auf Leinwand, 18. Jahrhundert | in der Kirche St-Rémi (Lage) | PM51002319    | Inscrit      | 1975  |      |
| Gemälde Marienkrönung                          | Ölfarbe auf Leinwand, 19. Jahrhundert | in der Kirche St-Rémi (Lage) | PM51002317    | Inscrit      | 1975  |      |
| 16 Kirchenbänke                                | Holz, 19. Jahrhundert                 | in der Kirche St-Rémi (Lage) | PM51002320    | Inscrit      | 1975  |      |
| Skulptur Heiliger Hilarius                     | Holz, farbig gefasst, 17. Jahrhundert | in der Kirche St-Rémi (Lage) | PM51002322    | Inscrit      | 1975  |      |